# Hounddog
Hounddog ist ein US-amerikanisches Filmdrama aus dem Jahr 2007. Regie führte Deborah Kampmeier, die auch das Drehbuch schrieb und den Film mitproduzierte.

## Handlung
Der Film handelt von der schwierigen Kindheit des zwölfjährigen Mädchens Lewellen, die ein großer Fan von Elvis Presley ist und dazu auch noch sehr talentiert darin, seine Lieder zu singen. Hauptsächlich wird Lewellen von ihrer strengen und gottesfürchtigen Großmutter erzogen. Mit ihnen zusammen lebt noch Lewellens Vater, den sie abgöttisch liebt, der aber oft wochenlang verschwindet und dann plötzlich (manchmal auch mit einer neuen Frau) wieder auftaucht, oder eines Tages einfach ihren geliebten Hund erschießt. Als ihr Vater dann auch noch von einem Blitz getroffen wird, wird er infolgedessen verwirrt und pflegebedürftig.
Lewellens bester Freund ist Buddy, mit ihm verbringt sie die meiste Zeit. Eines Tages erfährt Lewellen, dass Elvis in die Provinz kommt, um dort ein Konzert zu geben, und verzweifelt schier, da sie kein Geld hat für eine Eintrittskarte. Daher verspricht Buddy ihr, die Karten zu besorgen, und berichtet auch schon kurze Zeit später, dass er einen Jungen kennt, der ihnen Karten gibt. Lewellen denkt erst, sie würde die Karte geschenkt bekommen, bis Buddy ihr erklärt, der Deal sei, dass sie erst einen Elvis-Song singen und dazu nackt tanzen müsse. Sie stimmt zögernd ein und wird von dem anderen Jungen, von dem sie die Karte bekommen sollte, überwältigt und vergewaltigt.
Die nun traumatisierte Lewellen muss in Folge erfahren, dass Buddy mit ihrer Eintrittskarte zusammen mit „Grashopper“, einem Mädchen aus reichem Hause, zu dem Elvis-Konzert geht. Am Abend des Elvis-Konzertes versucht Lewellen, Elvis doch noch irgendwie zu sehen, muss jedoch vor verschlossenen Türen bleiben. Zur selben Zeit streift ihr Vater, verwirrt und vollständig entblößt durch die Gegend und stößt schließlich auf die Bande Jungen, zu der auch Buddy sowie Lewellens Vergewaltiger gehören. Die Jungen machen sich über ihren Vater lustig und schlagen ihn mit Billardstöcken, bis Lewellen kommt und ihn wutentbrannt nach Hause zerrt, wo sie ihn anschreit, dass sie ihn hasst. Lewellen wird krank, hat Alpträume und muss sich immer wieder übergeben, so dass ihre Großmutter schließlich an ihrem Bett um ihre Genesung betet.
Charles, ein schwarzer Pferdezüchter und Schlangenexperte, mit dem Lewellen befreundet ist, hatte gemerkt, dass mit ihr irgendwas nicht stimmt und erfährt zufällig davon, was Lewellen passiert ist, als sich die Jungen laut darüber streiten. Buddy glaubt, Lewellen müsse sterben und dass die Ursache die Vergewaltigung ist, obwohl der ältere Junge ihm versichert hatte, Lewellen würde davon keinen Schaden nehmen. Dadurch wird auch klar, dass zwischen Buddy und dem Jungen alles geplant war. Charles holt Lewellen daraufhin zu sich und bringt ihr schließlich bei, den Blues wortwörtlich aus ihrer Seele herauszusingen, um sich wieder ganz zu fühlen und hilft ihr somit bei der Verarbeitung.
Der Film endet damit, dass Lewellen am Wegrand einen kleinen Hundewelpen findet, den sie mitnimmt und dass Ellen, die letzte Freundin ihres Vaters und gleichzeitig die Schwester von Lewellens Mutter, sie mitnehmen möchte, um sich um Lewellen zu kümmern. Lewellen sagt ihrem Vater noch, dass sie ihn liebt und geht dann mit ihrer Tante Ellen mit.

## Kritiken
James Berardinelli schrieb auf ReelViews, der Film scheitere in praktisch jeder Hinsicht und wäre ohne die Vergewaltigungsszene unbekannt. In der ersten Filmhälfte passiere nicht viel und der Zuschauer verspüre Langeweile. Später stolpere der Film von einem Handlungsstrang zum nächsten – die kein zusammenhängendes Ganzes ergeben würden. Dakota Fanning sei zweifellos begabt, aber der Film verschwende ihr Talent. Die von David Morse und Piper Laurie gespielten Charaktere würden „übertriebene Klischees“ unweit einer Parodie aufweisen.
Todd McCarthy schrieb in der Zeitschrift Variety vom 23. Januar 2007, der Film sei ein „unverdaulicher Gumbo“ über Südstaaten, der nach der ersten gelegentlich stimmungsvollen Stunde von der Bahn abkomme. Er habe schlechte kommerzielle Aussichten.

## Auszeichnungen
Der Film nahm am Sundance Film Festival 2007 als Wettbewerbsbeitrag teil, wodurch Deborah Kampmeier für den Großen Jurypreis nominiert wurde.

## Hintergründe
Deborah Kampmeier schrieb das Drehbuch bereits im Jahr 1996. Der Film wurde in Wilmington (North Carolina) und in Orton Plantation (North Carolina) gedreht. Seine Produktionskosten betrugen schätzungsweise 3,75 Millionen US-Dollar. Während der Dreharbeiten sorgte im Juli 2006 die Vergewaltigungsszene für Aufregung in den Medien.
Die Weltpremiere fand am 22. Januar 2007 auf dem Sundance Film Festival statt. Am 2. Februar 2007 wurde der Film auf dem Santa Barbara Film Festival gezeigt. Am 19. September 2008 kam er in ausgewählte Kinos der USA.
Hounddog ist bisher weder in deutschen Kinos angelaufen noch auf DVD erschienen.